# Rev.
Rev. är en brittisk sitcom i kyrkomiljö skapad av Tom Hollander och James Wood som sändes under 2010-2014.  Serien hade svensk premiär i november 2012.

## Utmärkelser
BAFTA utsåg Rev. till "Bästa komedi" 2010.

## Rollista i urval
- Tom Hollander – Rev. Adam Smallbone
- Olivia Colman – Alex Smallbone
- Steve Evets – Colin Lambert
- Ellen Thomas – Adoha Onyeka
- Miles Jupp – Nigel McCall
- Simon McBurney – Ärkediakon Robert
- Lucy Liemann – Ellie Pattman
- Jimmy Akingbola – Mick (säsong 1-3)
- Hugh Bonneville – Roland Wise (säsong 1-3)
- Sylvia Syms – Joan (säsong 2)
- Ralph Fiennes – Biskopen av London (säsong 2-3)
- Joanna Scanlan – Jill Mallory (säsong 3